# D mol

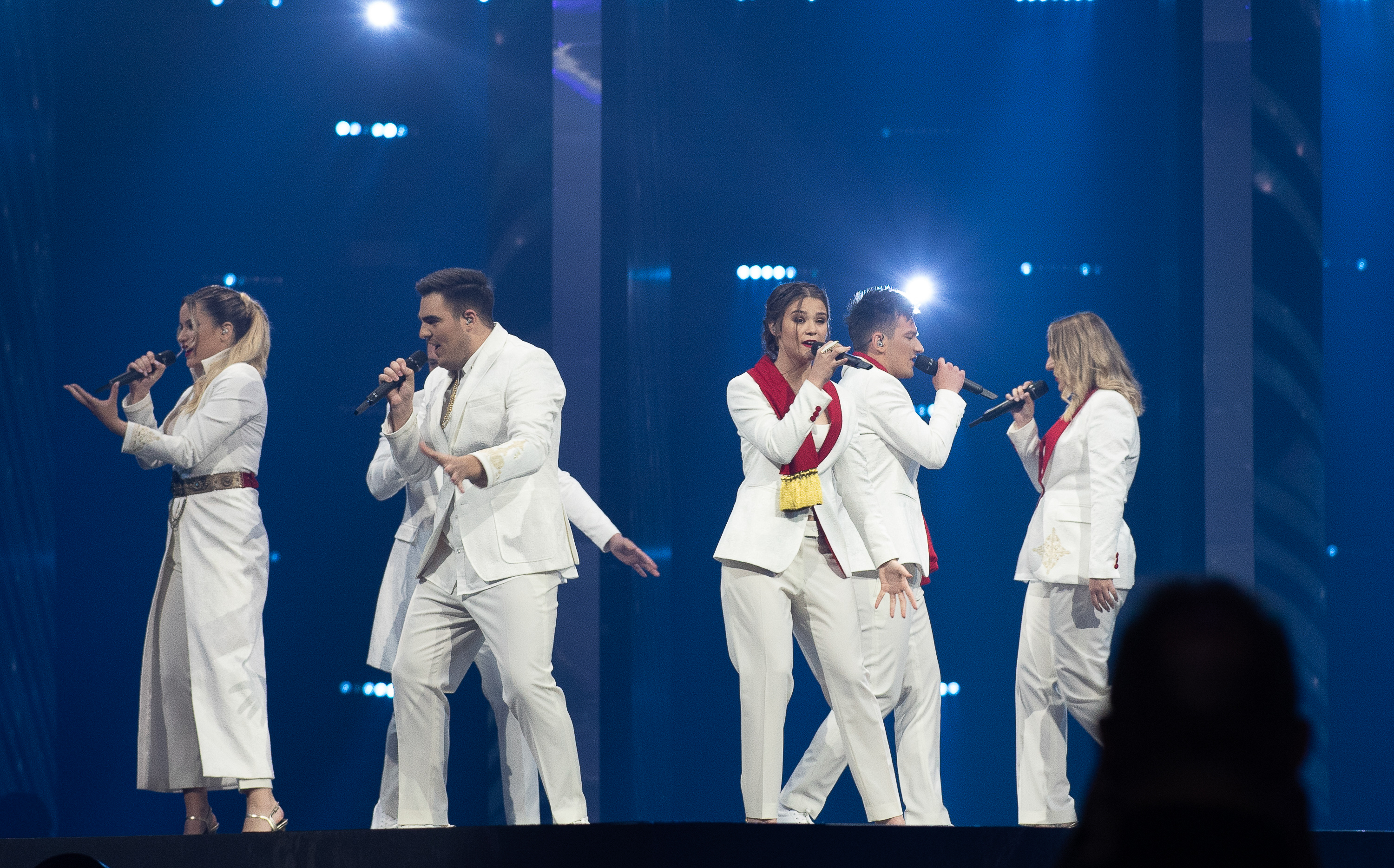
D mol i maj 2019.

D mol är en musikgrupp från Montenegro som  representerade Montenegro i Eurovision Song Contest 2019 med låten "Heaven" i Tel Aviv, Israel.
Medlemmarna i gruppen är sångarna Tamara Vujačić, Mirela Ljumić, Željko Vukčević, Ivana Obradović, Emel Franca och Rizo Feratović.